# KF Partizani
KF Partizani är en fotbollsklubb i Albanien, grundad 4 februari 1946 i huvudstaden Tirana. Klubben tog sig upp till albanska ligan första gången 1947. Klubben har vunnit sammanlagt 16 gånger i nationella fotbollstävlingar och är också ett av de kändaste lagen utanför Albanien. De har deltagit åtta gånger i Europacupen, tre gånger i UEFA-cupen, fem gånger i Balkan-kuppen och en gång i Intertotocupen.
Klubben spelade säsongen 2011/2012 i Kategoria e Dytë (nivå 3). Efter säsongen stod man som segrare i sin grupp (grupp B), och flyttades upp till Kategoria e Dytë.

## Meriter

### Inrikes
Liga
- Kategoria Superiore (nivå 1)
  - Vinnare (17): 1947, 1948, 1949, 1954, 1957, 1958, 1959, 1961, 1962–63, 1963–64, 1970–71, 1978–79, 1980–81, 1986–87, 1992–93, 2018–19, 2022–2023
- Kategoria e Parë (nivå 2)
  - Vinnare (1):  2000–01

Cup
- Albanska cupen
  - Vinnare (15): 1948, 1949, 1957, 1958, 1961, 1963–64, 1965–66, 1967–68, 1969–70, 1972–73, 1979–80, 1990–91, 1992–93, 1996–97, 2003–04
- Albanska supercupen
  - Vinnare (1): 2004

## Placering tidigare säsonger
| Säsong    | Nivå | Liga                | Placering | Referens |
| --------- | ---- | ------------------- | --------- | -------- |
| 2005/2006 | 1    | Kategoria Superiore | 4         | [ 1 ]    |
| 2006/2007 | 1    | Kategoria Superiore | 4         | [ 2 ]    |
| 2007/2008 | 1    | Kategoria Superiore | 2         | [ 3 ]    |
| 2008/2009 | 1    | Kategoria Superiore | 10        | [ 4 ]    |
| 2009/2010 | 2    | Kategoria e Parë    | 5         | [ 5 ]    |
| 2010/2011 | 2    | Kategoria e Parë    | 16        | [ 6 ]    |
| 2011/2012 | 3    | Kategoria e Dytë    | 1         | [ 7 ]    |
| 2012/2013 | 2    | Kategoria e Parë    | 2         | [ 8 ]    |
| 2013/2014 | 1    | Kategoria Superiore | 5         | [ 9 ]    |
| 2014/2015 | 1    | Kategoria Superiore | 3         | [ 10 ]   |
| 2015/2016 | 1    | Kategoria Superiore | 2         | [ 11 ]   |
| 2016/2017 | 1    | Kategoria Superiore | 2         | [ 12 ]   |
| 2017/2018 | 1    | Kategoria Superiore | 5         | [ 13 ]   |
| 2018/2019 | 1    | Kategoria Superiore | 1         | [ 14 ]   |
| 2019/2020 | 1    | Kategoria Superiore | 6         | [ 15 ]   |
| 2020/2021 | 1    | Kategoria Superiore | 3         | [ 16 ]   |
| 2021/2022 | 1    | Kategoria Superiore | 3         | [ 17 ]   |
| 2022/2023 | 1    | Kategoria Superiore | 1         | [ 18 ]   |
| 2023/2024 | 1    | Kategoria Superiore | 2         | [ 19 ]   |
| 2024/2025 | 1    | Kategoria Superiore | 4         | [ 20 ]   |